# Peltodon rugosus
Peltodon rugosus là một loài thực vật có hoa trong họ Hoa môi. Loài này được Tolm. mô tả khoa học đầu tiên năm 1923.